# Chen Yongyan
Chen Yongyan (kinesiska: 陈永妍), född den 19 oktober 1962 i Wuzhou, Kina, är en kinesisk gymnast.
Hon tog OS-brons i lagmångkampen i samband med de olympiska gymnastiktävlingarna 1984 i Los Angeles.
Hon är gift med Li Ning.